# Adela reaumurella
Sừng dài xanh (tên khoa học Adela reaumurella) là một loài bướm đêm nhưng hoạt động ban ngày, thuộc họ Adelidae, chúng có sải cánh từ 14–18 mm. Cánh trước của cả con đực và con cái có màu xanh lá cây còn cánh dưới có màu đồng. Con đực có râu dài màu trắng, con cái râu ngắn hơn. Chúng bay từ tháng 4 đến tháng 6. 